# 奥基乔比 (佛罗里达州)
奥基乔比（英語：Okeechobee）是美国佛罗里达州下属的一座城市，奥基乔比縣县治。建立于1915年。面积约为10.8平方公里（约合4.2平方英里）。根据2020年美國人口普查，该市有人口5,254人。论人口在本州排行第207。